# São Martinho de Árvore
São Martinho de Árvore is een plaats (freguesia) in de Portugese gemeente Coimbra en telt 1 003 inwoners (2001).